# Planificador Profesional Licenciado
PPL es el acrónimo para Planificador Profesional Licenciado, licencia que rige la profesión de la Planificación en Puerto Rico, (Ley 160 del 23 de agosto de 1996). Dicha licencia se obtiene mediante examen de reválida luego de la realización de estudios graduados (Maestría o Doctorado) en una de sus áreas de especialidad.  La Junta Examinadora de Planificadores Profesionales de Puerto Rico Archivado el 27 de febrero de 2020 en Wayback Machine., adscrita a la División de Juntas Examinadoras del Departamento de Estado del Estado Libre Asociado de Puerto Rico, es la entidad responsable por autorizar el ejercicio de la profesión de Planificador Profesional en Puerto Rico.
En Puerto Rico se ofrecen cuatro áreas de especialidad a seguir: Planificación Urbana y Territorial; Planificación de los Sistemas Económicos; Política y Planificación Social; y Planificación del Medio Ambiente.
El acrónimo PPL como título es utilizado de la siguiente forma:
John Doe, PPL
Comúnmente además, se le añade el acrónimo Plan (Planificador) previo al nombre de la siguiente forma:
Plan John Doe, PPL

## Trasfondo
La planificación es reconocida por el sector público y privado como una disciplina altamente especializada, cuyos procesos y técnicas de análisis son necesarios para lograr los niveles óptimos de eficiencia y efectividad de toda organización, municipio, región o país. Esta contribución fue reconocida por la Legislatura de Puerto Rico al institucionalizar la planificación en las esferas gubenamentales, al crear la Junta de Planificación, facilitar el establecimiento de la Escuela Graduada de Planificación y aprobar la Ley de Municipios Autónomos. Mediante la Ley Núm. 213 de 12 de mayo de 1942, según enmendada, se creó la Junta de Planificación de Puerto Rico (JPPR), uno de los primeros organismos de planificación en todo el hemisferio. Esta legislación fue sustituida por la Ley Núm. 75 de 24 de junio de 1975, según enmendada, denominada "Ley Orgánica de la Junta de Planificación". El propósito de esta Ley es guiar el desarrollo integral de Puerto Rico de modo coordinado, adecuado y económico para promover en la mejor forma la salud, seguridad, orden, conveniencia, prosperidad, defensa, cultura, solidez, economía y el bienestar social de los actuales y futuros habitantes.
En 1965 se creó la Escuela Graduada de Planificación (EGP) de la Universidad de Puerto Rico Recinto de Río Piedras (UPR-RRP). A partir de ese momento, se implantó un programa académico que tiene como requisito aprobar asignaturas altamente especializadas que incluyen, entre otras, el desarrollo de teorías, métodos y técnicas de análisis y programación de un alto nivel de especialización.
Desde su creación hasta el presente, la Escuela Graduada de Planificación ha sido centro de formación de planificadores para Puerto Rico, el Caribe y América Latina. La calidad y excelencia académica del programa de Maestría de Planificación ha sido reconocida por la "American Institute Schools of Certified Planners" y la "Association of Collegiate Schools of Planning", organismos acreditadores desde el 1978.  El programa de maestría en planificación de la Escuela Graduada de Planificación de la UPR-RRP es el único programa acreditado en Puerto Rico por el "Planning Accreditation Board" (PAB).